# Liste der Bodendenkmäler in Lenggries
Auf dieser Seite sind die Bodendenkmäler in der oberbayerischen Gemeinde Lenggries zusammengestellt. Diese Tabelle ist eine Teilliste der Liste der Bodendenkmäler in Bayern. Grundlage ist die Bayerische Denkmalliste, die auf Basis des Bayerischen Denkmalschutzgesetzes vom 1. Oktober 1973 erstmals erstellt wurde und seither durch das Bayerische Landesamt für Denkmalpflege geführt wird. Die folgenden Angaben ersetzen nicht die rechtsverbindliche Auskunft der Denkmalschutzbehörde.

## Bodendenkmäler der Gemeinde Lenggries

### Bodendenkmäler in der Gemarkung Lenggries
| Lage                                 | Objekt | Akten-Nr.     | Bild                     |
| ------------------------------------ | --- | ------------- | ------------------------ |
| Lenggries In der Burg (Standort)     | Burgstall des hohen und späten Mittelalters (Schellenburg). Siehe auch: Burgruine Schellenburg                                                                                   | D-1-8335-0001 | weitere Bilder           |
| Lenggries (Standort)                 | Untertägige mittelalterliche und frühneuzeitliche Befunde im Bereich der Burgruine Hohenburg. Siehe auch: Burgruine Hohenburg (Lenggries)                                        | D-1-8335-0003 | weitere Bilder           |
| Lenggries Kirchstraße 4 (Standort)   | Untertägige mittelalterliche und frühneuzeitliche Befunde im Bereich der Katholischen Pfarrkirche St. Jakobus d. Ä. in Lenggries und ihrer Vorgängerbauten.                      | D-1-8335-0007 | weitere Bilder           |
| Lenggries (Standort)                 | Untertägige frühneuzeitliche Befunde im Bereich des Kalvarienberges mit der Katholischen Kapelle Hl. Kreuz bei Hohenburg                                                         | D-1-8335-0010 |                          |
| Lenggries (Standort)                 | Untertägige frühneuzeitliche Befunde im Bereich der Katholischen Kapelle St. Sebastian in Schlegldorf und ihres Vorgängerbaus. Siehe auch: Schlegldorf                           | D-1-8335-0011 | weitere Bilder           |
| Lenggries Kapellengasse 3 (Standort) | Untertägige frühneuzeitliche Befunde im Bereich der Katholischen Kapelle St. Antonius von Padua in Wegscheid und ihres Vorgängerbaus. Siehe auch: Wegscheid (Lenggries)          | D-1-8335-0013 | weitere Bilder           |
| Lenggries (Standort)                 | Untertägige frühneuzeitliche Befunde im Bereich von Schloss Hohenburg mit abgegangenen Wirtschaftsbauten und zugehöriger Gartenanlage. Siehe auch: Schloss Hohenburg (Lenggries) | D-1-8335-0016 | weitere Bilder           |
| Lenggries (Standort)                 | Untertägige frühneuzeitliche Befunde im Bereich der Katholischen Kapelle St. Dionysius bei Hohenburg.                                                                            | D-1-8335-0017 |                          |
| Lenggries (Standort)                 | Untertägige frühneuzeitliche Befunde im Bereich der Katholischen Kapelle in Vorderriß (Königskapelle) und ihres Vorgängerbaus.                                                   | D-1-8434-0002 | frühneuzeitliche Befunde |